# 이자연 (고려)
이자연(李子淵, 1003년 ~ 1061년)은 고려의 문신이자 문종의 외척(外戚)이다. 본관은 인천(仁川). 자는 약충(若冲)이다. 상서우복야(尙書右僕射) 이한의 아들이다.
현종의 국구이자 현종 때의 권신 김은부의 처조카였다. 문종의 측근으로 보좌하여 추성좌세보사공신(推誠佐世保社功臣)에 녹훈되었고 개부의동삼사(開府儀同三司)와 태사(太師)와 중서령(中書令)과 감수국사(監修國史)와 상주국(上柱國)에 이르고 경원군개국공(慶源郡開國公)을 봉했으며 식읍 3000호를 하사하였다.
문종 때 내사시랑평장사에 이르러 딸 셋이 모두 문종의 비가 되었는데, 인예태후(仁睿太后)·인경현비(仁敬賢妃)·인절현비(仁節賢妃)가 그들이다. 뒤에 수태위를 겸임하고, 문하시중에 이르러 공신의 호를 받고 개부의동삼사태수 겸 중서령감수국사상주국경원개국공에 이르렀다. 최충과 함께 문종의 측근으로 활동하였다. 시호는 장화(章和)이다. 사후 문종묘(文宗廟)에 배향(配享)하였다.

## 생애

### 생애 초반
1003년 상서좌복야(左僕射)를 지낸 이한(李翰)과 낙랑군대부인 최씨(樂浪郡大夫人崔氏)의 아들로 태어났다. 상서좌복야를 역임하고 사후 소성백(邵城伯)으로 추봉된 인천의 유력 호족 이허겸의 손자였다. 또한 그의 고모 중 한명인 안산대부인 김씨는 김은부와 결혼했는데 이들의 세 딸이 현종의 비 원성왕후와 원혜왕후, 원평왕후 세 자매였다. 고종사촌의 누이 세 명이 현종의 비가 되면서 외척의 반열에 올랐다. 당시의 권문세가이자 현종의 장인 김은부의 처조카였기에 이미 막강한 정치적 배경을 가지고 있었던 셈이다. 김씨(金氏)와 결혼하여 그 사이에 11남매를 두었는데, 이들을 통해 권문세가를 이루는 기틀을 마련하였다.

### 과거 급제와 관료 생활
1024년(현종 15) 3월 유징필(劉徵弼)이 지공거가 되어 주관한 괴과(魁科)에서 장원으로 급제하여, 1031년(덕종 즉위년) 초 우보궐(右補闕)이 되었다. 그 뒤 이부낭중(吏部郎中), 어사잡단(御史雜端), 우승선을 역임하고 정종 초에 급사중(給事中)에 보직하였다가 지중추원사, 중추부사 등을 역임하였다. 1047년(문종 1)에 이부상서 참지정사(吏部尙書參知政事)가 되고, 1049년에 수사도(守司徒)에 특별 승진하였으며 1050년에 내사시랑평장사(內史侍郎平章事)가 되었다. 평장사에 올라 정계의 핵심 인물로 부상하였다.
내사시랑 평장사에 오른 그는 문종의 두터운 신임을 받는다. 그리고 세 딸을 모두 문종에게 시집보냄으로써 조정의 실세가 된다. 임금의 장인이자 실무직 최고위직인 평장사에 오른 그와 권력을 견줄 만한 사람은 없었다. 자연재해가 발생하자 형벌이나 행정을 바로잡지 않아서 그렇다며 이부와 형부에 우수한 관리들을 등용할 것을 제의하여 실행케 했다. 또한 흥왕사를 창건하기 위해 덕수현(德水縣)을 양천(楊川)으로 이전하고 2년간 주민들에게 부역을 면제토록 했다.

### 문하시중 재직
1050년 그의 딸 셋이 문종에게 시집을 가서 인예태후(仁睿太后)·인경현비(仁敬賢妃)·인절현비(仁節賢妃)가 되었다. 특히 그 중 인예태후는 순종·선종·숙종을 낳았으며, 인종에 이르기까지 왕들은 모두 인예태후의 혈통이 된다. 이렇게 왕실과 밀접한 관계를 유지하게 되자 사원세력을 장악하는 데에도 신경을 써서 그의 아들 소현(韶顯)은 금산사(金山寺)의 혜덕왕사(慧德王師)가 되었고, 외손자인 의천은 대각국사가 되었으며, 진외증손 왕징엄 역시 국사가 되고, 손자인 승통(僧統) 세량(世良)은 현화사(玄化寺)에, 증손자인 의장(義莊)은 현화사에 있으면서 법상종(法相宗)의 세력을 장악하였다. 그리하여 인천이씨가 고려의 최고문벌로 성장하게 되는 기틀을 마련하였다.
1052년 입궁한 그의 큰 딸이 정식으로 왕비에 책봉되면서 그는 문하시랑 평장사가 되었다. 1052년 수태위(守太尉)가 되었고, 이어 문하시랑평장사(門下侍郎平章事)를 거쳐 1055년 10월 문하시중이 된다.
최충이 물러나고 이자연이 시중이 된 뒤부터 문종의 왕권은 한층 강화된다. 최충이 유림을 이끌었던 데 비해 이자연은 불교 쪽 인사들과 가까웠고, 그것은 문종의 행동반경과도 일치했기 때문이다. 이자연이 시중이 된 다음 문종은 두 가지 면에서 강한 의욕을 보인다. 하나는 불교를 융성시키기 위해 흥왕사를 짓는 일이었고, 다른 하나는 송나라와의 국교를 성립하는 일이었다. 이자연은 문종의 정책을 적극 지지하면서 국정을 안정시켰다.

### 불교 세력 후원
이자연이 시중이 된 1055년 10월 문종은 다음과 같이 명령하였다.
| “ | 옛날 제왕들이 불교를 숭상하여 왔음을 문헌에서 볼 수 있다. 특히 우리의 태조 이후는 대대로 사원을 세워 행복과 경사를 축원하여 왔다. 그런데 내가 왕위를 계승하여 어진 정치를 실시하지 못한 관계로 재변이 빈번하게 나타난다. 그러므로 나는 부처의 힘을 빌어서 나라를 행복하게 하려 하노니 해당 관리로 하여금 적지를 선택하여 사원을 건설하게 하라. | ” |

문종의 이같은 명령이 있자 문하성 관료들은 산천의 기맥을 훼손시킬 우려가 있다며 강력하게 반대한다. 하지만 문종은 그들의 말을 묵살하고 거대한 사찰 건립 작업을 명령한다. 이렇게 해서 세워지는 것이 흥왕사이다.
이자연은 사원세력과 밀접한 관계를 맺고 있었다. 그의 아들 소현이 이미 출가해 금산사의 주지로 있었다. 그리고 그의 후에는 그의 손자, 증손자까지 줄줄이 출가 행렬이 이어졌다. 후일 그의 손자 이자겸이 사원세력을 등에 업고 반란을 일으키는 것도 이자연의 사원에 대한 투자와 무관하지 않다.
이자연은 불교 후원과 동시에 확장되는 유교세력의 견제정책을 펼치기도 했다. 이자연과 문종이 사원세력을 키울 당시 사회 전반은 최충의 선도로 유학열풍이 일어나고 있었다. 따라서 문종이 사원세력을 성장시킨 것이 단순한 신앙심의 발로는 아니었다. 대부분의 문신들이 유학도를 중심으로 힘을 형성하자 문종과 이자연은 불교를 융성시켜 그들을 견제하려 했던 것이다.

### 생애 후반
태보 문하시중(太保門下侍中) 겸 판상서이부서(判尙書吏部事)로 치사하였다. 그 뒤 추성좌세보사공신(推誠佐世保社功臣)에 봉하여지고 개부의동삼사 수태사 겸 중서령 감수국사(開府儀同三司守太師兼中書令監修國史)가 된 뒤 상주국(上柱國)의 훈위를 받고 경원군개국공(慶源郡開國公)이 되었으며 식읍 3,000호를 하사받았다.
이자연과 그의 자식들은 문종 집권 후반기를 주도한다. 1061년에 개경에서 병으로 사망하였다. 국립박물관에 있는 그의 묘지명에 의하면 당시 그의 나이는 향년 59세였다. 장화(章和)의 시호가 추서되고, 나중에 문종묘(文宗廟)에 배향(配享)하였다.

### 사후
인천 이씨 집안의 권력장악은 1061년 이자연이 세상을 뜬 이후에도 계속 이어졌던 것이다. 거기에는 문종에게 시집간 세 왕비의 역할이 지대했다. 이자연의 맏딸 인예태후는 순종, 선종, 숙종 등을 낳았기 때문에 적어도 이 시기에 인천 이씨 세력에 필적할 정치 세력은 없었다.
집권 후반의 문종이 송나라와의 국교를 정상화하던 시기에 이미 이자연은 죽고 없었다. 그러나 11명이나 되는 그의 아들들은 건재하였다. 또한 그들을 떠받치고 있던 사원세력과 인천이씨 가문이 문종을 지지하고 있었다. 송나라와의 국교 정상화는 무난히 추진되었고 당분간 안정을 지속하게 되었다.

## 가족 관계
인천 이씨(仁川 李氏)
- 조부 : 소성백 이허겸(邵城伯 李許謙)
  - 아버지 : 상서우복야 이한(尙書右僕射 李翰)
  - 어머니 : 낙랑군대부인(樂浪郡大夫人) 경주 최씨(慶州崔氏), 검교상서(檢校尙書) 최영(崔領)의 딸
    - 부인 : 계림국대부인 경주 김씨[6](鷄林國大夫人 慶州 金氏), 평장사(平章事) 김인위(金因渭)의 딸
      - 장남 : 이정(李頲, 1025~1077)
      - 며느리 : 상당현군 왕씨, 중서령(中書令) 왕가도(王可道)의 딸
        - 손자 : 이자인(李資仁, ? ~ 1091)
        - 손자 : 이자의(李資義, ? ~1095)
        - 손자 : 이자충(李資忠)
        - 손자 : 이자효(李資孝)
        - 손자 : 이자조(李資早)
        - 손녀 : 김약온(金若溫)에게 출가
        - 손녀 : 왕도(王燾)에게 출가
        - 손녀 : 원신궁주(元信宮主)

      - 차남 : 이적(李頔)
        - 손자 : 이자례(李資禮)

      - 3남 : 이석(李碩)
        - 손자 : 이자지(李資智, ?~?)
        - 손녀 : 선종 정비 사숙왕후(思肅王后)

      - 4남 : 이의(李顗)
      - 며느리 : 여흥 민씨(驪興閔氏), 형부상서(刑部尙書) 민창수(閔昌壽)의 딸
        - 손자 : 이자현(李資玄, 1061∼1125)
        - 손자 : 이자덕(李資德, 1071∼1138)
        - 손녀 : 문공원(文公元)에게 출가

      - 5남 : 혜덕왕사 소현(慧德王師 韶顯, 1038~1096) - 출가
      - 6남 : 이호(李顥)
      - 며느리 : 통의국대부인(通義國大夫人) 광산 김씨(光山 金氏), 평장사(平章事) 김정준(金廷俊)의 딸
        - 손자 : 이자겸(李資謙, ? ~1126)
        - 손자 : 이자량(李資諒, ? ~1123)
        - 손자 : 이자함(李資諴)
        - 손자 : 이자원(李資元)
        - 손녀 : 순종 제3비 장경궁주(長慶宮主)
        - 손녀 : 김인존(金仁存)에게 출가

      - 7남 : 이전(李顓) - 조졸
      - 8남 : 이안(李顔)
      - 장녀 : 문종 제2비 인예태후(仁睿太后, 1031~1092)
      - 차녀 : 문종 후궁 인경현비(仁敬賢妃)
      - 3녀 : 문종 후궁 인절현비(仁節賢妃, ?~1082)

    - 동생 : 상서우복야 이자상(尙書右僕射 李子祥)
    - 제수 : 하원군대부인 정주 류씨
      - 조카 : 이예(李預)
      - 조카며느리 : 낙랑군대부인 경주 김씨
        - 종손 : 이공수(李公壽, 1059~1137)
        - 종손녀 : 정신현비(貞信賢妃)

      - 조카 : 이오(李䫨, 1042∼1110)

    - 고모부 : 문하시중 김은부(金殷傅)
      - 고종사촌 : 현종 제3비 원성왕후(元成王后, ? ~1028)
      - 고종사촌 겸 사돈 : 현종 제4비 원혜왕후(元惠王后, ? ~1022)
      - 고종사촌 : 현종 제7비 원평왕후(元平王后, ? ~1028)

## 왕실의 혈통
현종 이후로 왕실은 그의 외손들이 된다. 문종비 인예왕후, 인경현비, 인절현비가 그의 딸이고, 인예왕후 생 순종, 선종, 숙종은 그의 외손자들이 된다.
외손자인 순종은 다시 그의 손녀사위가 되는데, 이호의 딸 장경궁주가 순종의 후궁이 된다. 외손자인 선종은 이호의 동생이자 이자연의 다른 아들인 이석의 딸 사숙왕후의 남편으로 역시 손녀사위가 된다. 또한 이자연의 동생 이자상의 손녀딸은 선종의 후궁인 정신현비가 된다. 선종의 후궁 원신궁주는 이정(李頲)의 딸로 역시 그의 손녀이다. 이정은 그의 장남, 이석은 삼남, 이호는 그의 여섯째 아들이다.
예종은 외손자 숙종의 아들로 진외증손이 되는데, 손자이자 이호의 아들인 이자겸의 딸과 결혼하여 증손녀사위가 된다. 그리고 인종은 증손녀 순덕왕후의 소생이다.

## 기타
인천 이씨를 권문세가의 위치에 올려놓은 사람.이라는 평가도 있다.

## 같이 보기
- 고려 문종
- 김은부
- 이자겸
- 이허겸
- 김충찬
- 안산대부인
- 이자의
- 최충